# Maynooth
Maynooth (Iers: Maigh Nuad) is een kleine stad in het Ierse graafschap Kildare. De stad is vooral bekend omdat er twee universiteiten zijn gevestigd. Het aantal inwoners van de stad is lastig te geven omdat veel studenten er niet het gehele jaar verblijven. Het fluctueert tussen 6000 en 12.000.
De oudste universiteit is Saint Patrick's College, gesticht in 1795. Het is een rooms-katholieke instelling die zowel seminarie als universiteit is. Sinds 1997 heeft Maynooth ook een vestiging van de Nationale Universiteit van Ierland.
Maynooth ligt aan het Royal Canal en heeft een treinverbinding met Dublin (Dublin-Longford). Naast de universiteiten heeft het plaatsje een middeleeuws kasteel. De stad ligt op ongeveer 25 kilometer van Dublin.

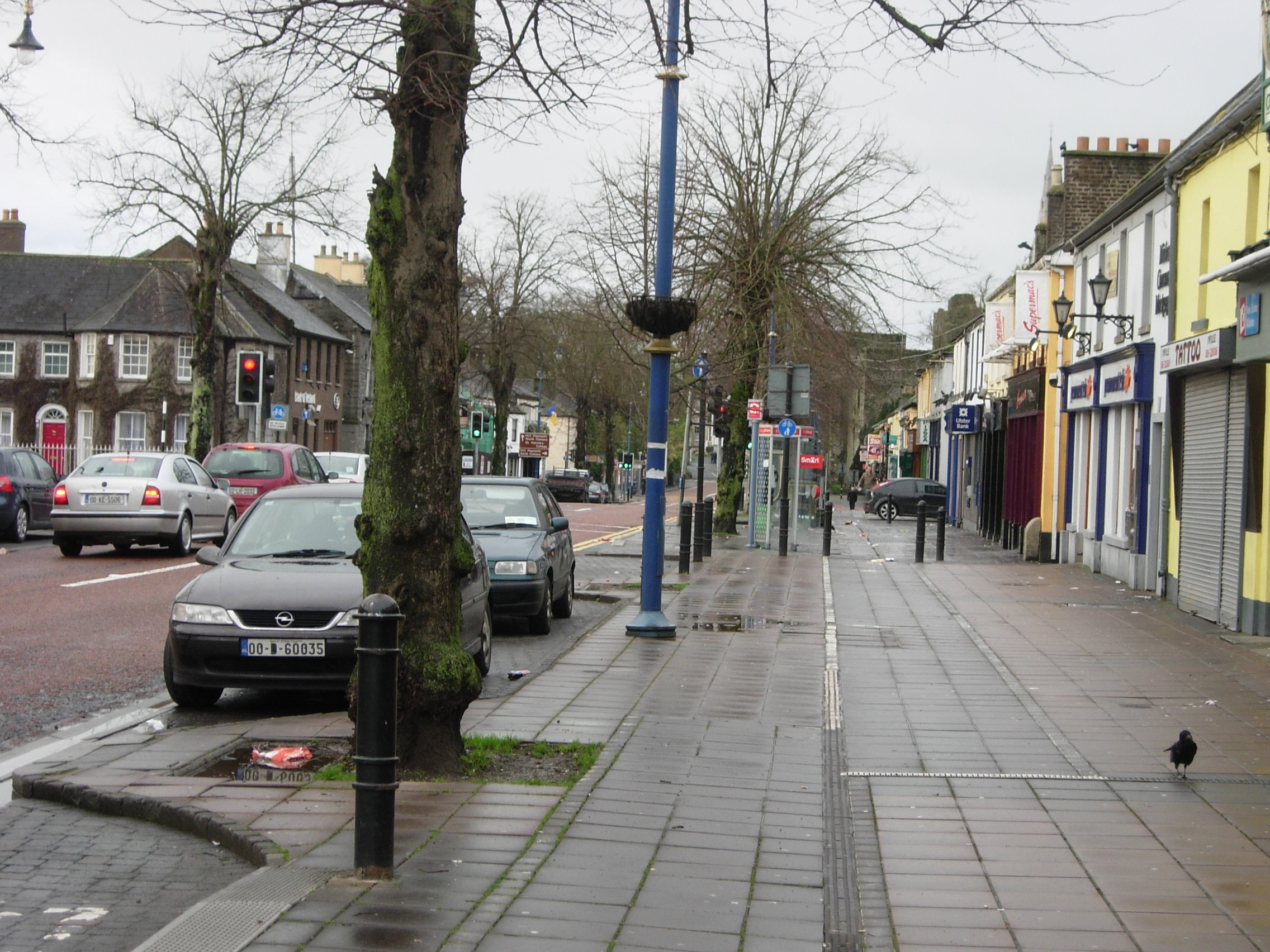
De hoofdstraat van Maynooth.